# A Dominikai Közösség a 2016. évi nyári olimpiai játékokon
A Dominikai Közösség a brazíliai Rio de Janeiróban megrendezett 2016. évi nyári olimpiai játékok egyik részt vevő nemzete volt. Az országot az olimpián 1 sportágban 2 sportoló képviselte, akik érmet nem szereztek.

## Atlétika
Férfi
| Versenyző         | Versenyszám | Selejtező                | Selejtező                | Döntő    | Döntő    |
| Versenyző         | Versenyszám | Eredmény                 | Helyezés                 | Eredmény | Helyezés |
| ----------------- | ----------- | ------------------------ | ------------------------ | -------- | -------- |
| Yordanys Durañona | Hármasugrás | érvényes kísérlet nélkül | érvényes kísérlet nélkül | kiesett  | kiesett  |

Női
| Versenyző   | Versenyszám | Selejtező | Selejtező | Döntő    | Döntő    |
| Versenyző   | Versenyszám | Eredmény  | Helyezés  | Eredmény | Helyezés |
| ----------- | ----------- | --------- | --------- | -------- | -------- |
| Thea LaFond | Hármasugrás | 12,82 m   | 37.       | kiesett  | kiesett  |